# Formatteren
Formatteren is het softwarematig indelen van een diskette, harddisk, cd of ander opslagmedium in sporen en sectoren. Daarbij wordt tevens een lege inhoudsopgave gecreëerd. Een diskette of harddisk moet zijn geformatteerd om te kunnen worden beschreven, alle diskettes waren later bij aankoop al geformatteerd. Met het formatteren wordt de bestandsindeling op de diskette of harddisk zo hersteld als toen die nog niet was gebruikt.
Met het besturingssysteem DOS moest men dit meestal eerst zelf doen, voordat een diskette of harddisk kon worden gebruikt. Hiervoor werd gebruikgemaakt van het DOS-commando format, al dan niet gevolgd door een parameter. Door de format-opdracht de parameter /s mee te geven kan worden opgegeven dat er systeembestanden op de diskette of harddisk kunnen worden gezet. Met de parameter /v kan de diskette een naam worden gegeven.
Het DOS-commando format kan ook worden gebruikt om van een gebruikte diskette of harddisk alle gegevens onzichtbaar te maken. Dit betekent niet dat alle gegevens zijn verwijderd, maar alleen dat de inhoudsopgave is leeggemaakt. Er zijn speciale programma's beschikbaar die wel alle gegevens verwijderen.
Formatteren is niet altijd nodig. Er zijn verschillende bestandsindelingen die bij het formatteren van een geheugendrager kunnen worden gebruikt. Het kan zijn dat een elektronisch apparaat een betere compatibiliteit heeft met geheugendragers met een bepaalde bestandsindeling.